# Уильямс, Клэр
Клэр Уильямс (англ. Claire Williams; род. 21 июля 1976, Виндзор) — британская бизнесвумен, бывший директор команды Формулы-1 «Уильямс».

## Биография
Клэр Уильямс родилась в 1976 году в Виндзоре, Беркшир. Её отец, Фрэнк Уильямс, является основателем и руководителем британской команды Формулы-1 WilliamsF1.
В 1999 году окончила Ньюкаслский университет по специальности «политика».

### Карьера
После окончания обучения Клэр Уильямс стала пресс-секретарём автодрома Сильверстоун. В 2002 году присоединилась к команде Williams F1 как специалист по коммуникациям. В 2010 году она стала руководителем коммуникаций команды. В 2011 году получила должность директора по маркетингу и коммуникациям в Williams. Когда в марте 2012 года Фрэнк Уильямс ушёл с поста руководителя команды Williams, Клэр стала представителем семьи Уильямса в совете правления. В марте 2013 года была назначена заместителем директора команды Формулы-1 Williams. На этой должности она ответственна за маркетинг, коммуникации и коммерческие стороны бизнеса команды.
В 2016 году была награждена орденом Британской империи.

## Личная жизнь
5 апреля 2017 года команда Уильямса объявила, что Клэр родит первого ребенка, мальчика, в октябре. Она родила ребенка 10 октября 2017 года. В январе 2018 года вступила в брак с Марком Харрисом, который является агентом канадского автогонщика Лэнса Стролла.